# Hyde United F.C.
Hyde United FC là một câu lạc bộ bóng đá bán chuyên nghiệp có trụ sở ở Hyde, Đại Manchester, Anh. Thành lập vào năm 1919, đội bóng có sân nhà ở Ewen Fields. 

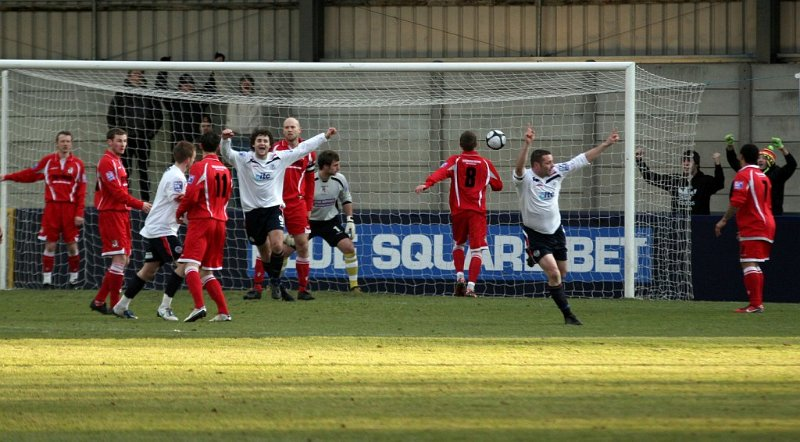
Steve Halford ghi bàn cho Hyde năm 2011

## Danh hiệu

### Hạng đấu
- Conference North
  - Vô địch mùa giải 2011–12[6]
- Northern Premier League
  - Vô địch mùa giải 2004–05[7]
- Northern Premier League Division One
  - Vô địch mùa giải 2003–04[8]
- Cheshire League
  - Vô địch các mùa giải 1954–55, 1955–56, 1981–82[9]
- Manchester League
  - Vô địch các mùa giải 1920–21, 1921–22, 1922–23, 1928–29, 1929–30

### Cúp
- FA Cup
  - Vòng một các mùa giải 1955–56, 1983–84,[10] 1994–95,[11] 2017–18
- FA Trophy
  - Bán kết các mùa giải 1988–89,[12] 1994–95,[13] 1995–96[14]
- Cheshire Senior Cup
  - Vô địch các mùa giải 1945–46, 1962–63, 1969–70, 1980–81,[15] 1989–90,[16] 1996–97[17]
- Manchester Premier Cup
  - Vô địch các mùa giải 1993–94,[18] 1994–95,[19] 1995–96,[20] 1998–99,[21] 2004–05,[22] 2005–06[23]
- Manchester Senior Cup
  - Vô địch mùa giải 1974–75
- Northern Premier League Challenge Cup
  - Vô địch các mùa giải 1985–86,[24] 1989–90,[25] 1995–96[26]
- Northern Premier League Chairman's Cup
  - Vô địch các mùa giải 1999–2000,[27] 2003–04[28]
- Cheshire League Cup
  - Vô địch các mùa giải 1933–34, 1952–53, 1954–55, 1972–73, 1981–82[29][30]

## Thống kê
Câu lạc bộ
- Kỷ lục khán giả đến sân – 7,600 người trong trận đấu với Nelson, FA Cup mùa giải 1952.[31]
- Chiến thắng đậm nhất  – 13–1 trước Eccles United mùa giải 1921–22.[32]
- Chiến thắng đậm nhất tại Northern Premier League – 9–1 trước South Liverpool mùa giải 1990–91.[33]
- Thất bại đậm nhất tại Northern Premier League – 0–6 trước Stalybridge Celtic mùa giải 2002–03.[34]

Cầu thủ
- Cầu thủ ra sân nhiều nhất cho câu lạc bộ – Steve Johnson; trên 600 lần.[35]
- Cầu thủ ghi bàn nhiều nhất cho câu lạc bộ – Pete O'Brien; 247 bàn.
- Cầu thủ ghi bàn nhiều nhất trong một mùa giải  – Ernest Gillibrand; 86 bàn mùa giải 1929–30 season.[36]
- Cầu thủ ghi bàn nhiều nhất trong một trận  – Ernest Gillibrand ghi 7 bàn trong trận đấu với New Mills mùa giải 1929–30.[36]
- Phí chuyển nhượng kỷ lục đã trả – 50,000 bảng đến Crewe Alexandra cho cầu thủ Colin Little, mùa giải 1995.[37]
- Phí chuyển nhượng kỷ lục nhận được – 8,000 bảng từ Mossley cho cầu thủ Jim McCluskie, mùa giải 1989.[38]